# Philipp Orter
Philipp Orter (ur. 16 lutego 1994) – austriacki dwuboista klasyczny, medalista mistrzostw świata, pięciokrotny medalista mistrzostw świata juniorów.

## Kariera
Po raz pierwszy na arenie międzynarodowej Philipp Orter pojawił się 1 marca 2008 roku w Bois-d’Amont, gdzie w zawodach juniorskich metodą Gundersena był dwunasty. W 2012 roku wystartował na mistrzostwach świata juniorów w Erzurum, zdobywając złoty medal w sztafecie. Na rozgrywanych rok później mistrzostwach świata juniorów w Libercu Austriacy z Orterem w składzie zajęli drugie miejsce. Ponadto na mistrzostwach świata juniorów w Val di Fiemme w 2014 roku zwyciężył w obu konkurencjach indywidualnych, a razem z kolegami z reprezentacji był też najlepszy w drużynie. Zdobył też złoty medal drużynowo na olimpijskim festiwalu młodzieży Europy w Libercu w 2011 roku.
W Pucharze Świata zadebiutował 3 lutego 2012 roku w Val di Fiemme, gdzie nie ukończył zawodów penalty race. Pierwsze pucharowe punkty wywalczył ponad rok później, 17 stycznia 2014 roku w Seefeld, zajmując 24. miejsce w sprincie.
W styczniu 2023 roku ogłosił zakończenie kariery.

## Osiągnięcia

### Mistrzostwa świata
| Miejsce | Dzień     | Rok  | Miejscowość | Konkurencja           | Wynik zwycięzcy | Strata      | Zwycięzca       |
| ------- | --------- | ---- | ----------- | --------------------- | --------------- | ----------- | --------------- |
| 14.     | 20 lutego | 2015 | Falun       | Gundersen HS100/10 km | 26:38.9 min     | +1:03.2 min | Johannes Rydzek |
| 5.      | 22 lutego | 2015 | Falun       | Sztafeta HS100/4x5 km | 44:20.7 min     | +1:10.5 min | Niemcy          |
| 8.      | 24 lutego | 2017 | Lahti       | Gundersen HS100/10 km | 26:19,6 min     | +40,3 s     | Johannes Rydzek |
| 3.      | 26 lutego | 2017 | Lahti       | Sztafeta HS100/4x5 km | 47:57,3 min     | +1:03,7 min | Niemcy          |
| 12.     | 1 marca   | 2017 | Lahti       | Gundersen HS130/10 km | 26:41,6 min     | +53,7 s     | Johannes Rydzek |

### Mistrzostwa świata juniorów
| Miejsce | Dzień       | Rok  | Miejscowość   | Konkurencja           | Wynik zwycięzcy | Strata      | Zwycięzca           |
| ------- | ----------- | ---- | ------------- | --------------------- | --------------- | ----------- | ------------------- |
| 10.     | 22 lutego   | 2012 | Erzurum       | Gundersen HS109/10 km | 26:50,8 min     | +47,3 s     | Mattia Runggaldier  |
| 1.      | 24 lutego   | 2012 | Erzurum       | Sztafeta HS109/4x5 km | 51:16,9 min     | -           | -                   |
| 24.     | 25 lutego   | 2012 | Erzurum       | Sprint HS109/5 km     | 12:52,9 min     | +1:16,5 min | Øystein Granbu Lien |
| 11.     | 23 stycznia | 2013 | Liberec       | Gundersen HS100/10 km | 24:51,0 min     | +1:23,6 min | Manuel Faißt        |
| 11.     | 25 stycznia | 2013 | Liberec       | Sprint HS100/5 km     | 11:49,4 min     | +53,0 s     | Manuel Faißt        |
| 2.      | 26 stycznia | 2013 | Liberec       | Sztafeta HS100/4x5 km | 47:46,9 min     | +10,0 s     | Niemcy              |
| 1.      | 30 stycznia | 2014 | Val di Fiemme | Gundersen HS106/10 km | 29:47,1 min     | -           | -                   |
| 1.      | 1 lutego    | 2014 | Val di Fiemme | Gundersen HS106/5 km  | 13:44,2 min     | -           | -                   |
| 1.      | 2 lutego    | 2014 | Val di Fiemme | Sztafeta HS106/4x5 km | 53:57,6 min     | -           | -                   |

### Puchar Świata

#### Miejsca w klasyfikacji generalnej
- sezon 2011/2012: niesklasyfikowany
- sezon 2012/2013: niesklasyfikowany
- sezon 2013/2014: 65.
- sezon 2014/2015: 26.
- sezon 2015/2016: 17.
- sezon 2016/2017: 17.
- sezon 2017/2018: 51.
- sezon 2018/2019: 32.
- sezon 2019/2020: 19.
- sezon 2020/2021: 37.
- sezon 2021/2022: 26.
- sezon 2022/2023: 49.

### Puchar Kontynentalny

#### Miejsca w klasyfikacji generalnej
- sezon 2009/2010: niesklasyfikowany
- sezon 2010/2011: nie brał udziału
- sezon 2011/2012: 40.
- sezon 2012/2013: 25.
- sezon 2013/2014: 27.
- sezon 2018/2019: 9.
- sezon 2019/2020: nie brał udziału
- sezon 2020/2021: 8.
- sezon 2021/2022: 15.

#### Miejsca na podium chronologicznie
| Nr  | Data              | Miejscowość | Konkurencja           | Wynik zwycięzcy | Pozycja | Strata  | Zwycięzca             |
| --- | ----------------- | ----------- | --------------------- | --------------- | ------- | ------- | --------------------- |
| 1.  | 9 lutego 2013     | Eisenerz    | Gundersen HS100/10 km | 26:11,3 min     | 3.      | +7,4 s  | Andreas Günter        |
| 2.  | 10 lutego 2013    | Eisenerz    | Gundersen HS100/10 km | 25:30,9 min     | 1.      | -       | -                     |
| 3.  | 8 lutego 2019     | Eisenerz    | Gundersen HS109/10 km | 24:21,5 min     | 2.      | +23,1 s | Paul Gerstgraser      |
| 4.  | 10 lutego 2019    | Eisenerz    | Gundersen HS109/10 km | 23:57,4 min     | 2.      | +22,7 s | Paul Gerstgraser      |
| 5.  | 15 stycznia 2021  | Klingenthal | Gundersen HS140/5 km  | 13:59,5 min     | 3.      | +22,7 s | Simen Tiller          |
| 6.  | 16 stycznia 2021  | Klingenthal | Gundersen HS140/10 km | 28:21,9 min     | 3.      | +7,3 s  | Manuel Einkemmer      |
| 7.  | 22 stycznia 2021  | Eisenerz    | Gundersen HS109/10 km | 22:43,4 min     | 3.      | +35,3 s | Stefan Rettenegger    |
| 8.  | 23 stycznia 2021  | Eisenerz    | Gundersen HS109/10 km | 24:22,9 min     | 3.      | +33,0 s | Espen Andersen        |
| 9.  | 24 stycznia 2021  | Eisenerz    | Gundersen HS109/10 km | 25:47,4 min     | 3.      | +0,9 s  | Leif Torbjørn Næsvold |
| 10. | 26 listopada 2021 | Niżny Tagił | Gundersen HS97/10 km  | 25:39,2 min     | 3.      | +5,3 s  | Jakob Lange           |

### Letnie Grand Prix

#### Miejsca w klasyfikacji generalnej
- 2011: 34.
- 2012: 34.
- 2013: niesklasyfikowany
- 2014: nie brał udziału
- 2015: 10.
- 2016: 35.
- 2017: nie brał udziału
- 2018: (15.)[7]
- 2019: (26.)[8]
- 2021: 10. (12.)[9]
- 2022: 14. (31.)[10]

#### Miejsca na podium w zawodach drużynowych
| Nr | Data             | Miejscowość    | Konkurencja                    | Wynik zwycięzcy | Pozycja | Strata  | Zwycięzca |
| -- | ---------------- | -------------- | ------------------------------ | --------------- | ------- | ------- | --------- |
| 1. | 27 sierpnia 2022 | Oberwiesenthal | Sztafeta mieszana HS105/4x5 km | 36:55,6         | 3.      | +1:38,2 | Niemcy    |